# Morro Velho
Morro Velho, également appelé AngloGold Ashanti Brasil Mineração, du nom de son propriétaire actuel AngloGold Ashanti, est un complexe de mines d'or situé près de la ville de Nova Lima dans l'État de Minas Gerais au Brésil.
Il s'agit de l'une des deux exploitations minières de la société au Brésil, l'autre étant la Serra Grande Gold Mine.
En 2008, les activités brésiliennes ont contribué à hauteur de 8 % à la production globale de l'entreprise.

## Histoire
Les mines sont en activité depuis 1725 et sont passées sous la propriété de la société anglaise Saint John Del Rey Mining Company en 1834. Au cours de cette période, la mine a notamment joué un rôle déterminant dans la création d'une centrale hydroélectrique, d'un hôpital à la pointe de la technologie, de l'équipe de football de l'association Villa Nova AC, qui a eu une certaine importance entre les années 1930 et 1970 et la construction d'une  ligne de tramway longue d'environ dix kilomètres entre Nova Lima et Raposos, considérée comme la première ligne d'Amérique du Sud.
En 1915, la mine Morro Velho a atteint une profondeur verticale de 5 824 pieds, ce qui en a fait la mine la plus profonde du monde,. Les mineurs ont continué à aller plus loin et la mine a conservé le titre de mine la plus profonde du monde jusqu'en 1928, lorsque la mine Village Deep en Afrique du Sud a atteint une profondeur verticale de 8 000 pieds, dépassant la profondeur du Morro Velho, qui était de 7 126 pieds en 1929,. La mine a ensuite changé de propriétaire pour la famille Carvalhaes.
En 1975, Anglo American Corporation, basée en Afrique du Sud, un précurseur de l'AshantiGold d'aujourd'hui, est devenue propriétaire des opérations. Aujourd'hui, Morro Velhos est la plus ancienne mine exploitée en continu au monde. Certains ouvrages miniers dépassent 3 000 mètres (9 800 pi) profondément sous terre. Bien que la principale production de Morro Velho soit l'or, l'argent, l'arsenic et d'autres minéraux sont également extraits du complexe minier.
Malgré la fermeture des mines Minha Velha et Engenho D'Água en 2003 et 2004, la production d'or a augmenté au cours des trois dernières années, avec 240 000 onces (6 800 kilogrammes) d'or produites en 2004 à une teneur moyenne en minerai récupéré de 0,222 once par tonne. (7,62 grammes par tonne métrique). Les coûts décaissés de production ont totalisé 133 $ par once, la mine réalisant un bénéfice d'exploitation ajusté de 45 millions de dollars.
En 2009, la mine employait près de 3 000 personnes, dont 2 250 permanents.

## Production
| Année | Production (en once) | Qualité  | Coût par once |
| 2003  | 228 000              | 6,84 g/t | 141 USD       |
| 2004  | 240 000              | 7,85 g/t | 133 USD       |
| 2005  | 250 000              | 7,27 g/t | 169 USD       |
| 2006  | 242 000              | 7,60 g/t | 195 USD       |
| 2007  | 317 000              | 7,48 g/t | 233 USD       |
| 2008  | 320 000              | 7,62 g/t | 300 USD       |
| 2009  | 329 000              | 7,02 g/t | 339 USD       |
| 2010  |                      |          |               |

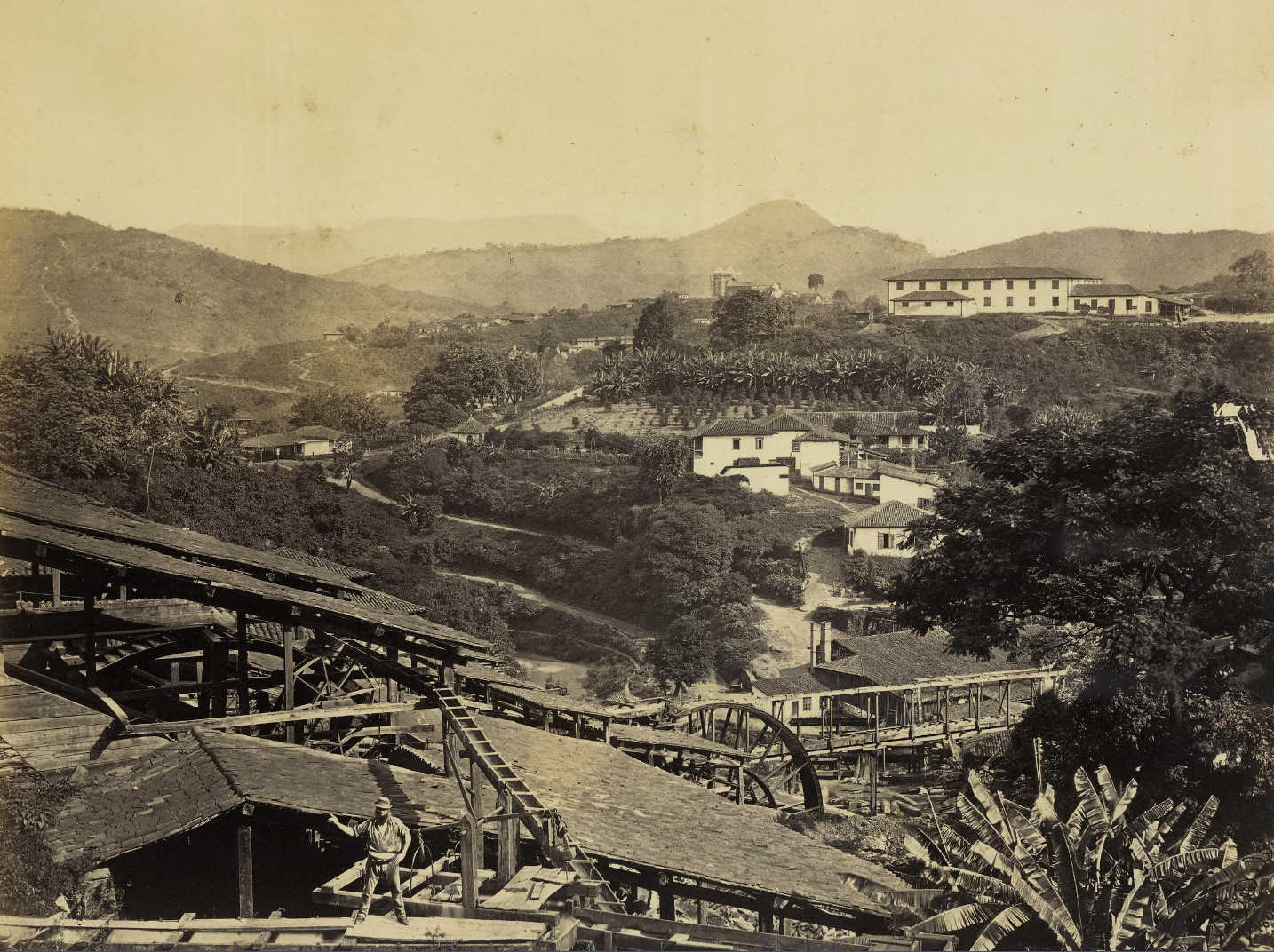
Compagnie minière Saint John Del Rey 1868
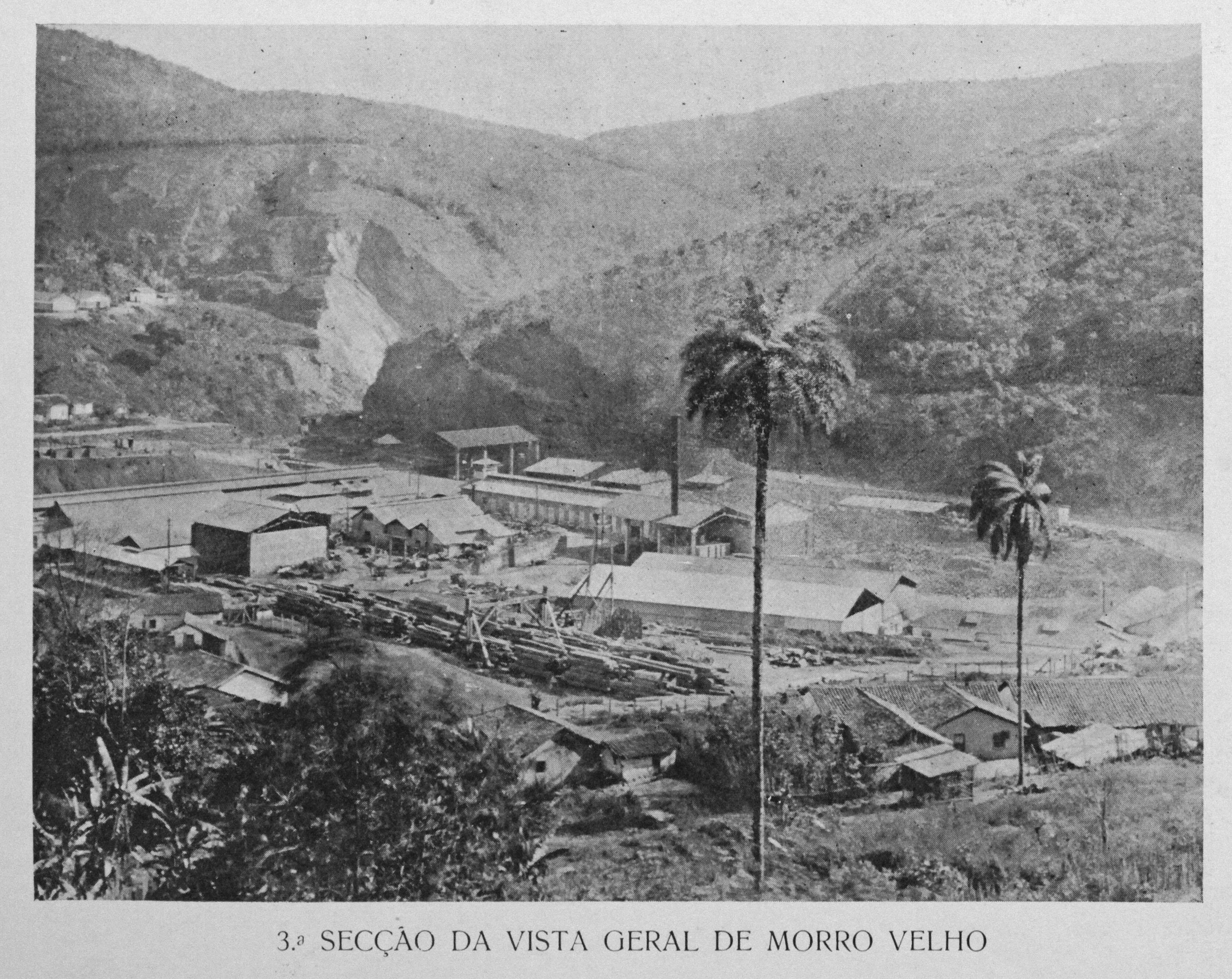
Morro Velho 1907
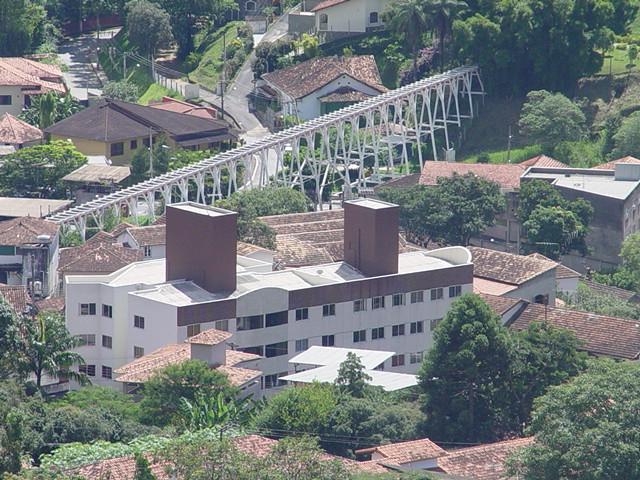
Aqueduc construit par les Anglais pour laver l'or.